# سید حسین علم‌الهدی
سید حسین علم‌الهدی (زاده ۱۳۳۷ در اهواز – درگذشته ۱۶ دی ۱۳۵۹) از فعالان قبل و بعد از انقلاب ۵۷ و فرمانده سپاه هویزه در جنگ ایران و عراق بود. علم‌الهدی در سن ۲۲ سالگی در عملیات نصر کشته شد.

## زندگی‌نامه
سید محمدحسین علم‌الهدی در سال ۱۳۳۷ یا ۱۳۳۸ در اهواز به دنیا آمد. پدر او سید مرتضی علم‌الهدی از روحانی‌های خوزستانی بود که شهرت بالایی داشت.‌ خانواده او متشکل از ۴ برادر و ۵ خواهر بود. خانواده او سابقه فعالیت‌های سیاسی و زندانی سیاسی را داشتند. علم‌الهدی از ۶ سالگی شروع به آموختن قرآن نمود و در ۱۱ سالگی به عنوان مربی به تدریس قرآن در مسجد مشغول بود. او را یکی از نقش‌آفرینان در تشکیل انجمن اسلامی دانش‌آموزی در اهواز دانسته‌اند.

### فعالیت‌های سیاسی
علم‌الهدی از ۱۴ سالگی فعالیت‌های سیاسی خود را آغاز کرد. فعالیت او شامل ترور، انفجار در اماکن رسمی، شرکت در تظاهرات، تشکیل گروه‌های سیاسی و تخریب سیرک می‌شد.
او در سال ۱۳۵۱ در حالی که ۱۴ سال داشت، با همراهی دوستانش، سیرک مصری‌ها که در اهواز مستقر بود را به آتش کشید. به عقیده او، این سیرک برای بی‌بند و باری و فاسد کردن جوانان شکل گرفته بود. علم‌الهدی در ۱۵ سالگی در جریان مراسم عزاداری روز عاشورا سال ۱۳۵۳ همراه دوستانش اقدام به برگزاری راهپیمایی در سطح شهر می‌کنند. در خلال همین اعتراضات، او بازداشت شد. چهار ماه بعد، وی از حبس آزاد شد. او همچنین دو مرتبه دیگر به خاطر نقض حکومت نظامی بازداشت شد که در مرتبه اول، بعد از چند روز آزاد و در مرتبه دوم، پس از چند ماه زندانی، در ابتدا به خاطر اقدام به ترور فرمانده ارتش خوزستان و فرماندار نظامی خوزستان، محکوم به اعدام شد اما بعداً به خاطر نداشتن سن قانونی، آزاد شد. او پس از آزادی از زندان، فعالیت‌های سیاسی خود را ادامه داد.
علم‌الهدی در سال ۱۳۵۶ در رشته تاریخ در دانشگاه فردوسی مشهد قبول شد و فعالیت‌های سیاسی خود را در دانشگاه پی گرفت. او در هماهنگی تظاهرات دانشجویی و اعتصاب‌ها در دانشگاه فعال بود اطلاعیه‌های خمینی را در تظاهرات خیابان پخش می‌کرد. او در همان سال در مسجد کرامت مشهد با جلسات سید علی خامنه‌ای و سید عبدالکریم هاشمی‌نژاد آشنا شد و در این سال پس از متشنج شدن اوضاع دانشگاه، به اهواز بازگشت.

#### عضویت در سازمان موحدین
در سال ۱۳۵۵، علم‌الهدی، عضو گروه موحدین شد. او یکی از اعضای اصلی این سازمان بود. بیشتر اعضای این سازمان را خوزستانی‌ها تشکیل داده بودند اما بعداً در شهرهای تهران، کرمان و قم نیز اعضای جدید به گروه اضافه شد. از مهم‌ترین اقدامات این گروه می‌توان به ترور «پل گریم» (مستشار آمریکایی و نماینده کنسرسیوم و مدیر ارشد عملیات بهره‌برداری و تولید نفت مناطق جنوب) و طرح ترور «سپهبد محمود جعفریان»، (فرماندار نظامی خوزستان) در سال ۱۳۵۷ نام برد. در سال ۱۳۵۷ و با صدور فرمان روح‌الله خمینی مبنی بر تعطیلی مجلس شورای ملی، برای همراهی با انقلاب اسلامی، برخی نمایندگان از جمله غلامحسین دانشی، با این موضوع مخالفت کردند. علم‌الهدی در قالب سازمان موحدین با همراهی چند تن دیگر، اقدام به ترور غلامحسین دانشی در یکی از خیابان‌های تهران کردند. وی در سال ۱۳۵۷ به تلافی آتش زدن مسجد کرمان که به دست مأموران شهربانی به آتش کشیده شده بود، به کرمان سفر کرد و شهربانی کرمان را به آتش کشید. این اقدام با همکاری گروه موحدون انجام شد. پس از این اقدام، وی شناسایی و دستگیر شد. او در جریان آزادی زندانیان سیاسی و پس از سقوط حکومت پهلوی، از زندان آزاد شد. علم‌الهدی به عنوان محافظ روح‌الله خمینی در کمیته استقبال از او فعال بود.

### پس از انقلاب ۱۳۵۷
با پیروزی انقلاب اسلامی در ایران، علم‌الهدی به دانشجویان پیرو خط امام پیوست و در حمله به سفارت آمریکا در تهران، نقش فعال داشت. حسین علم‌الهدی با احمد مدنی، که استاندار خوزستان بود و در اولین انتخابات ریاست‌جمهوری ایران با بنی‌صدر رقابت می‌کرد، مخالف بود. او پس از تسلط دانشجویان خط امام بر سفارت آمریکا، سعی کرد تا اسنادی از مدنی و ارتباطش با آمریکایی‌ها را کشف کند. 

## کشته شدن
در ۱۵ دی ۱۳۵۹ بنی‌صدر عملیات نصر را برای آزادسازی جفیر که منتهی به آزادسازی خرمشهر می‌شد، طراحی کرد. این عملیات در منطقه هویزه انجام می‌شد. این عملیات با استعداد سه تیپ زرهی از «لشکر ۶» و «لشکر ۹۲» زرهی اهواز و دو گردان پیاده از نیروهای سپاه پاسداران، همچنین شماری از نیروهای ستاد جنگ‌های نامنظم به اجرا درآمد. در این عملیات، سپاه هویزه به فرماندهی حسین علم‌الهدی، به همراه گروهی از سپاهیان و دانشجویان خط امام، که مجموعاً ۱۵۰ نفر می‌شدند، در محاصره ارتش عراق قرار گرفتند. از این بین ۱۴۰ نفر کشته و گروهی نیز اسیر می‌شوند. گفته‌شده که عراقی‌ها با تانک از روی اجساد کشتگان هویزه گذشتند، به گونه‌ای که هیچ اثری از آن‌ها نماند.
علم‌الهدی در ۱۶ دی ۱۳۵۹، کشته شد. پس از آن، اجساد کشته‌شدگان در منطقه باقی ماند و ۱۶ ماه بعد، پس از عملیات بیت‌المقدس ۲، اجساد کشف شد. جسد او از روی قرآنی که به همراه داشت، شناسایی گردید. جسد او پس از تفحص، در گلزار شهدای هویزه دفن شد. به گفته محمدعلی آسودی، معاون وفت بنیاد حفظ آثار و نشر ارزش‌های دفاع‌مقدس و از مبدعان طرح راهیان نور، اولین کاروان‌های راهیان نور برای زیارت قبر علم‌الهدی شکل گرفت.

## آثار دربارهٔ وی

### کتاب
از علم‌الهدی در کتاب‌های متعددی از آثار منتشر شده در موضوع جنگ ایران و عراق، یاد شده است. از جمله آنها مجموعه ۲۰ جلدی کتاب هویزه است که شامل کتاب‌هایی با عنوان «اون روزها»، «سید حسین» «دانش آموز دبیرستان بزرگمهر»، «دانشجوی دانشگاه فردوسی»، «هویزه بود و خطربود»، «شهر هزار آینه»، «دل نوشته»، «گروه اخلاص»، «نوجوان سیاسی»، «مادر فداکار»، «قصه‌های ناتمام جنگ»، «حماسه دشت هویزه»، «روزعلی لشکر یک‌نفره»، «عشایر هویزه»، «قرعه شهادت» و … است. کتاب بازمانده حماسه هویزه، اثر باقر مارانی نیز دربارهٔ زندگی او نوشته شده است.

### فیلم
- مستند آخرین روزهای زمستان: قسمت ۵ نحوه کشته شدن علم الهدی به تصویر می‌کشد.[۲۲]
- مستند ننه قربان: زندگی مادر علم‌الهدی و کمک‌های او به جبهه نبرد.[۲۳]
- مستند فرزند خاک: روایتگر زندگی‌نامه علم‌الهدی.[۲۴]
- فیلم سینمایی زیباتر از زندگی: انسیه شاه‌حسینی در سال ۱۳۸۹، فیلمی را با نام زیباتر از زندگی با بازی حامد کمیلی، با موضوع زندگانی حسین علم الهدی را ساخت. این فیلم به عنوان نماینده سینمای دفاع مقدس در سی و یکمین جشنواره فیلم فجر حضور یافت.[۲۵][۲۶]